# Гробница Ернеа Лањија
Гробница Ернеа Лањија, налази се у Суботици, у облику је хоризонталне гранитне плоче на бази, с натписом у виду кубуса са уклесаним текстом, бронзаним портретом у ба-рељефу, рад познатог вајара Жигмонда Штробла, постављен 1. новембра 1928. године.
Гробница представља непокретно културно добро као споменик културе.